# N236 (België)
De N236 is een korte gewestweg in Sint-Jans-Molenbeek en verbindt de N8 met de N290. De weg is ongeveer 2 kilometer lang.
De route begint bij het treinstation Brussel-West en verloopt via de Joseph Baecklaan, Brigade Pironlaan en Karreveldlaan.